# جائحة فيروس كورونا في ولاية جورجيا 2020
اكتُشفت أول حالة كوفيد-19 في ولاية جورجيا الأمريكية في 2 مارس 2020. تبعتها أول حالة وفاة بعد عشرة أيام في 12 مارس. في 24 مايو 2020، كان هناك 42,902 حالة مؤكدة، و7،450 حالة استشفاء، و1،827 حالة وفاة. أبلغت جميع مقاطعات جورجيا البالغ عددها 159 عن وقوع حالات كوفيد-19 ، مع إبلاغ خمس مقاطعات (فولتون، ديكالب، غوينيت، كوب، هال) عن أكثر من 2000 حالة. اختبرت ثلاث مقاطعات منخفضة السكان (إيرلي، راندولف، تيريل) معدلات إصابة للفرد الواحد ومعدلات وفاة أعلى من مدينة نيويورك.
أضحت مدينة ألباني بقعة ساخنة رئيسية ضمن الولاية كأحد الأماكن الأكثر كثافة بإصابات كوفيد-19 في العالم استنادًا إلى حجم سكانها. مع نحو 75000 من السكان، كان هناك 973 حالة مؤكدة و56 حالة وفاة في مستشفى فيبي بوتني التذكاري، مع الكثير ممّن ينتظرون نتائج الفحوصات والمحجورين صحيًا داخل منازلهم بدءًا من 8 أبريل 2020. اجتذب المستشفى اهتمام وسائل الإعلام بعد أن صرّح المدير التنفيذي سكوت ستاينر استنفاد كامل مخزونهم من الإمدادات الطبية المخصصة لكوفيد-19 والذي كان من المفترض أن يكفيهم ستة أشهر في غضون ستة أيام فحسب بسبب حدّة انتشار المرض. بينما أسرع المستشفى بتلبية طلبات توريد معدات الحماية الشخصية، عانى من تلاعب بالأسعار واستلم معدات معطوبة من المُورّدين الطبيّين من السوق السوداء في المكسيك، ما أدى للتوصل إلى خطة خياطة الأقنعة الطبية يدويًا من أجل الطاقم الطبي. ردًا على ذلك، أعلنت ألباني ومقاطعة دوغرتي المحيطة أمرًا بالبقاء في المنزل لمدة أسبوعين في 20 مارس.
أعلن الحاكم براين كيمب حالة طوارئ صحية عامة «غير مسبوقة» في 14 مارس، وأمر في 16 مارس بإغلاق جميع المدارس العامة والكليات والجامعات في الولاية بدءًا من 18 مارس حتى بداية أبريل. اكتُشف كوفيد-19 للمرة الأولى لدى أحد السجناء في 20 مارس. في 23 مارس، حُظرت جميع التجمعات التي تضم أكثر من 10 أشخاص، وصدر أمر بإغلاق البارات والنوادي الليلية، وأمر البقاء في المنزل «للمستضعفين طبيًا». في 2 أبريل، أُعلن عن تعميم أمر البقاء في المنزل في جميع أنحاء الولاية.
في 23 مارس، وقّعت عمدة مدينة أتلانتا، كيشا لانس بوتمز، على أمر البقاء في المنزل لمدة 14 يومًا لتوجيه جميع سكان المدينة لالتزام المنزل باستثناء القيام بالمهام الأساسية حتى 7 أبريل. جاء ذلك على خلفية حالة الطوارئ على مستوى المدينة في 15 مارس التي حظرت «التجمعات العامة الكبيرة لأكثر من 250 شخصًا» بالإضافة لأمر 20 مارس القاضي بإغلاق الشركات. فرضت مدينة ساوث فولتون حظر التجول في 17 مارس، الذي استلزم السكان البقاء في منازلهم اعتبارًا من الساعة 6:00 مساءً حتى الساعة 7:00 صباحًا (مع الاستثناءات الطبية والعمل) وحظر التجمعات التي تضم أكثر من عشرة أشخاص. في 23 مارس، سنَّت مقاطعة ديكالب «حظر تجول تطوعي». في 24 مارس، أصدرت مدينة سافانا أمر البقاء في المنزل.

## خلفية
في 12 يناير 2020، أكدت منظمة الصحة العالمية عن ظهور فيروس كورونا المستجد كسبب للمرض التنفسي الذي أصاب مجموعة من الأشخاص في مدينة ووهان، مقاطعة خوبي، الصين، إذ أُبلغ عنهم إلى منظمة الصحة العالمية في 31 ديسمبر 2019. كانت نسبة الوفيات بين الحالات المُشخصة بكوفيد-19 أقل بكثير من جائحة فيروس سارس في عام 2003، لكن انتقال العدوى كان أكبر، والوفيات أيضًا.

## الخط الزمني
| المقاطعة [أ] | الحالات [ب] | الوفيات | حالات الاستشفاء | عدد الحالات/100 ألف | عدد السكان (2020) |
| 159 / 159 | 48,207      | 2.102   | 8,172           | 482.86              | 9,983,595         |
| مقاطعة أبلينغ | 161         | 13      | 28              | 867.41              | 18,368            |
| مقاطعة أتكينسون | 51          | 2       | 9               | 612.24              | 8,284             |
| مقاطعة باكون | 131         | 3       | 11              | 1148.72             | 11,198            |
| مقاطعة باكر | 34          | 2       | 11              | 1091.14             | 3,366             |
| مقاطعة بالدوين | 350         | 26      | 69              | 787.79              | 46,367            |
| مقاطعة بانكس | 93          | 1       | 11              | 465.42              | 18,316            |
| مقاطعة بارو | 328         | 18      | 78              | 379.7               | 70,169            |
| مقاطعة بارتو | 485         | 38      | 136             | 437.84              | 100,661           |
| مقاطعة بن هل | 77          | 1       | 9               | 462.6               | 17,538            |
| مقاطعة بيرين | 49          | 0       | 3               | 254.2               | 19,041            |
| مقاطعة بيب | 472         | 29      | 136             | 310.22              | 156,462           |
| مقاطعة بليكلي | 48          | 0       | 2               | 373.89              | 12,913            |
| مقاطعة برانتلي | 58          | 2       | 4               | 302.05              | 18,587            |
| مقاطعة برووكس | 70          | 8       | 10              | 445.09              | 15,403            |
| مقاطعة براين | 75          | 5       | 18              | 191.63              | 32,214            |
| مقاطعة بولوك | 67          | 2       | 10              | 84.31               | 72,694            |
| مقاطعة بورك | 122         | 6       | 30              | 546.06              | 23,125            |
| مقاطعة بوتس | 234         | 24      | 28              | 929.53              | 23,524            |
| مقاطعة كالهاون | 134         | 6       | 17              | 2121.26             | 6,504             |
| مقاطعة كامدن | 64          | 1       | 7               | 118.69              | 51,402            |
| مقاطعة كاندلير | 14          | 0       | 4               | 129.19              | 11,117            |
| مقاطعة كارول | 524         | 24      | 101             | 436.23              | 111,580           |
| مقاطعة كاتوسا | 142         | 0       | 10              | 206.48              | 65,046            |
| مقاطعة تشارلتون | 33          | 1       | 6               | 249.04              | 13,295            |
| قاطعة تشاثام | 518         | 26      | 112             | 177.29              | 276,434           |
| مقاطعة تشاتاهوتشي | 154         | 0       | 6               | 1432.69             | 13,037            |
| مقاطعة تشاتوغا | 25          | 2       | 3               | 100.94              | 25,725            |
| مقاطعة تشيروكي | 911         | 33      | 142             | 341.69              | 221,315           |
| مقاطعة كلارك | 295         | 14      | 45              | 227.31              | 120,266           |
| مقاطعة كلاي | 39          | 2       | 5               | 1366.02             | 3,116             |
| مقاطعة كلايتون | 1238        | 51      | 191             | 406.12              | 265,888           |
| مقاطعة كلينتش | 59          | 2       | 7               | 886.42              | 6,718             |
| مقاطعة كوب | 3056        | 183     | 678             | 386.55              | 707,442           |
| مقاطعة كوفي | 277         | 15      | 65              | 643.56              | 43,170            |
| مقاطعة كولكويت | 484         | 15      | 48              | 1066.24             | 46,137            |
| مقاطعة كولومبيا | 251         | 8       | 36              | 158.23              | 131,627           |
| مقاطعة كوك | 47          | 2       | 10              | 269.54              | 16,923            |
| مقاطعة كوويتا | 422         | 9       | 52              | 277.63              | 130,929           |
| مقاطعة كراوفورد | 28          | 0       | 4               | 228.98              | 12,600            |
| مقاطعة كريسب | 237         | 7       | 39              | 1063.3              | 23,606            |
| مقاطعة ديد | 37          | 1       | 3               | 228.93              | 16,490            |
| مقاطعة داوسون | 109         | 1       | 18              | 403.39              | 22,422            |
| مقاطعة ديكاتور | 204         | 5       | 21              | 775.02              | 27,509            |
| مقاطعة ديكالب | 3803        | 121     | 678             | 479.48              | 707,089           |
| مقاطعة دوج | 52          | 2       | 8               | 255.09              | 21,329            |
| مقاطعة دوولي، جورجيا | 183         | 12      | 38              | 1365.67             | 14,318            |
| مقاطعة دوغرتي | 1784        | 149     | 435             | 1984.32             | 94,501            |
| مقاطعة دوغلاس | 549         | 25      | 126             | 361.41              | 133,971           |
| مقاطعة إيرلي | 244         | 31      | 20              | 2404.89             | 10,594            |
| مقاطعة إكولس | 121         | 0       | 4               | 3048.63             | 3,988             |
| مقاطعة إفينغهام | 75          | 1       | 12              | 117.14              | 53,293            |
| مقاطعة إلبرت | 75          | 0       | 6               | 395.88              | 19,684            |
| مقاطعة إمانيوويل، جورجيا | 27          | 2       | 5               | 119.13              | 22,898            |
| مقاطعة إيفانز | 5           | 0       | 0               | 46.79               | 10,689            |
| مقاطعة فانين | 47          | 1       | 5               | 178.57              | 23,492            |
| مقاطعة فاييت | 237         | 13      | 38              | 201.63              | 107,524           |
| مقاطعة فلويد | 274         | 15      | 43              | 274.23              | 96,177            |
| مقاطعة فورسيث | 532         | 12      | 70              | 210.69              | 187,928           |
| مقاطعة فرانكلين، جورجيا | 104         | 1       | 9               | 445.8               | 21,894            |
| مقاطعة فولتن | 4638        | 242     | 876             | 421.95              | 1041423           |
| مقاطعة غيلمر | 156         | 1       | 21              | 496.55              | 28,190            |
| مقاطعة غلاسكوك | 1           | 0       | 0               | 33.06               | 3,142             |
| مقاطعة غلين | 133         | 2       | 16              | 154.57              | 81,022            |
| مقاطعة غوردون | 166         | 16      | 33              | 285.97              | 55,766            |
| مقاطعة غرادي | 114         | 4       | 27              | 464.55              | 25,440            |
| مقاطعة غرين | 68          | 7       | 19              | 363.31              | 16,092            |
| مقاطعة غوينيت | 3891        | 133     | 670             | 400.66              | 842,046           |
| مقاطعة هابرشام | 530         | 23      | 74              | 1157.21             | 43,520            |
| مقاطعة هال | 2508        | 50      | 340             | 1215.42             | 185,416           |
| مقاطعة هانكوك | 197         | 25      | 37              | 2404.49             | 8,996             |
| مقاطعة هارالسون | 47          | 3       | 12              | 152.98              | 28,400            |
| مقاطعة هاريس | 102         | 6       | 17              | 293.85              | 32,550            |
| مقاطعة هارت | 33          | 0       | 1               | 126.4               | 25,518            |
| مقاطعة هيرد | 35          | 2       | 8               | 282.94              | 11,633            |
| مقاطعة هينري | 695         | 23      | 91              | 289.75              | 209,053           |
| مقاطعة هيوستون | 376         | 17      | 94              | 239.43              | 146,136           |
| مقاطعة إروين، جورجيا | 30          | 1       | 8               | 318.03              | 9,600             |
| مقاطعة جاكسون | 198         | 6       | 34              | 265.06              | 60,571            |
| مقاطعة جاسبر | 39          | 1       | 7               | 274.67              | 13,630            |
| مقاطعة جيف ديفيس | 37          | 1       | 5               | 244.26              | 15,156            |
| مقاطعة جيفرسون | 44          | 1       | 7               | 287.34              | 16,432            |
| مقاطعة جينكينز | 21          | 1       | 7               | 244.87              | 9,213             |
| مقاطعة جونسون | 83          | 2       | 13              | 859.12              | 9,897             |
| مقاطعة جونز | 40          | 0       | 4               | 139.9               | 28,577            |
| مقاطعة لامار | 71          | 2       | 11              | 366.98              | 18,057            |
| مقاطعة لانيير | 25          | 2       | 5               | 241.52              | 10,400            |
| مقاطعة لورنز | 108         | 1       | 18              | 228.35              | 48,041            |
| مقاطعة لي | 361         | 22      | 65              | 1204.5              | 28,746            |
| مقاطعة ليبيرتي | 82          | 1       | 14              | 132.46              | 65,471            |
| مقاطعة لينكن | 16          | 0       | 6               | 196.92              | 7,737             |
| مقاطعة لونغ | 16          | 1       | 2               | 80.34               | 16,048            |
| مقاطعة لاونديز | 319         | 4       | 53              | 270.62              | 114,552           |
| مقاطعة لومبكن | 99          | 1       | 19              | 292.88              | 30,611            |
| مقاطعة مكدوفي | 102         | 6       | 35              | 785.34              | 14,263            |
| مقاطعة مكينتوش | 56          | 1       | 11              | 185.57              | 27,922            |
| مقاطعة ماكون | 59          | 2       | 11              | 711.44              | 8,711             |
| مقاطعة ماديسون | 67          | 5       | 19              | 310.23              | 21,663            |
| مقاطعة ماريون | 16          | 1       | 2               | 109.84              | 13,839            |
| مقاطعة ميريويذر | 87          | 2       | 14              | 413.89              | 21,273            |
| مقاطعة ميلر | 42          | 0       | 3               | 728.66              | 5,969             |
| مقاطعة ميتشل، جورجيا | 413         | 32      | 92              | 1872.51             | 23,144            |
| مقاطعة مونرو | 121         | 11      | 24              | 436.4               | 26,637            |
| مقاطعة مونتغومري | 11          | 0       | 1               | 119.25              | 8,913             |
| مقاطعة مورغان | 38          | 0       | 5               | 198.56              | 17,881            |
| مقاطعة موري | 96          | 1       | 11              | 238.44              | 39,392            |
| مقاطعة موسكوجي | 637         | 18      | 103             | 332.42              | 198,413           |
| مقاطعة نيوتن | 370         | 11      | 68              | 329.32              | 101,505           |
| مقاطعة أوكوني | 116         | 8       | 20              | 277.93              | 33,619            |
| مقاطعة أوغليثورب | 62          | 7       | 13              | 406.82              | 14,618            |
| مقاطعة بولدينغ | 330         | 11      | 70              | 191.26              | 144,800           |
| مقاطعة بيتش | 74          | 4       | 23              | 270.32              | 27,622            |
| مقاطعة بيكينز | 48          | 3       | 13              | 143.16              | 29,268            |
| مقاطعة بيرس | 100         | 3       | 22              | 511.64              | 18,844            |
| مقاطعة بايك | 54          | 3       | 10              | 286.32              | 17,810            |
| مقاطعة بولك | 126         | 1       | 13              | 289.78              | 41,188            |
| مقاطعة بولاسكي | 42          | 2       | 6               | 385.57              | 11,720            |
| مقاطعة بوتنام | 93          | 9       | 16              | 424.95              | 21,198            |
| مقاطعة كويتمان | 12          | 1       | 4               | 523.1               | 2,404             |
| مقاطعة رابون | 23          | 1       | 8               | 135.41              | 16,297            |
| مقاطعة راندولف | 179         | 19      | 33              | 2650.28             | 7,327             |
| مقاطعة ريتشموند | 598         | 25      | 170             | 295.69              | 202,587           |
| مقاطعة روكديل | 289         | 8       | 72              | 304.34              | 85,820            |
| مقاطعة شلي | 16          | 1       | 7               | 303.32              | 4,990             |
| مقاطعة سكريفين | 55          | 3       | 16              | 395.68              | 14,202            |
| مقاطعة سيمينول | 45          | 2       | 8               | 552.83              | 8,947             |
| مقاطعة سبالدينغ | 277         | 22      | 52              | 400.81              | 63,865            |
| مقاطعة ستيفينز | 147         | 2       | 26              | 558.34              | 25,891            |
| مقاطعة ستيوارت | 52          | 1       | 14              | 848.43              | 6,042             |
| مقاطعة سومتر | 489         | 44      | 139             | 1663.32             | 31,554            |
| مقاطعة تالبوت | 39          | 2       | 13              | 633.32              | 6,517             |
| مقاطعة تاليافيرو | 1           | 0       | 0               | 61.27               | 1,680             |
| مقاطعة تاتنال | 27          | 0       | 3               | 106.25              | 25,384            |
| مقاطعة تايلور | 22          | 2       | 9               | 276.45              | 8,420             |
| مقاطعة تيلفير | 37          | 1       | 7               | 236.51              | 16,349            |
| مقاطعة تيريل | 213         | 26      | 52              | 2515.65             | 9,045             |
| مقاطعة توماس | 332         | 32      | 67              | 747.23              | 44,724            |
| مقاطعة تيفت | 270         | 18      | 68              | 661.28              | 41,064            |
| مقاطعة تومبز | 56          | 4       | 10              | 207.54              | 27,315            |
| مقاطعة تاونز | 24          | 1       | 8               | 199.43              | 10,495            |
| مقاطعة تروتلين | 12          | 0       | 1               | 175.72              | 6,769             |
| مقاطعة تراوب | 320         | 11      | 76              | 454.46              | 68,468            |
| مقاطعة تورنر | 128         | 13      | 28              | 1584.94             | 8,410             |
| مقاطعة تويغز | 17          | 1       | 6               | 210.24              | 8,447             |
| مقاطعة يونيون | 46          | 1       | 12              | 181.57              | 21,451            |
| مقاطعة أبسون | 284         | 34      | 43              | 1080.79             | 26,630            |
| مقاطعة والكر | 162         | 0       | 3               | 232.73              | 68,094            |
| مقاطعة والتون | 269         | 12      | 46              | 280.75              | 84,575            |
| مقاطعة وير | 228         | 14      | 53              | 635.93              | 35,821            |
| مقاطعة وارين | 18          | 0       | 9               | 345.49              | 5,578             |
| مقاطعة واشنطن | 74          | 1       | 8               | 364.5               | 20,879            |
| مقاطعة وين | 20          | 0       | 3               | 66.72               | 30,305            |
| مقاطعة ويبستر | 13          | 1       | 4               | 509.8               | 2,793             |
| مقاطعة ويلر | 13          | 0       | 0               | 164.37              | 7,888             |
| مقاطعة وايت | 103         | 3       | 21              | 324.33              | 27,556            |
| مقاطعة ويتفيلد | 391         | 7       | 28              | 373.55              | 103,359           |
| مقاطعة ويلكوكس، جورجيا | 117         | 13      | 20              | 1331.06             | 9,068             |
| مقاطعة ويلكس | 33          | 1       | 6               | 329.54              | 10,076            |
| مقاطعة ويلكينسون | 70          | 7       | 23              | 784.84              | 9,577             |
| مقاطعة وورث | 223         | 21      | 47              | 1107.14             | 21,741            |
| غير مقيم | 2144        | 32      | —               | —                   | —                 |
| غير معروف | 1561        | 0       | —               | —                   | —                 |
| تم التحديث في 18 مايو 2020 أُعلن عن البيانات من قبل وزارة الصحة العامة في ولاية جورجيا                                                                                             |             |         |                 |                     |                   |
| أ. المقاطعة حيث يقيم الأفراد ذوو الحالات الإيجابية لا حيث جرى تشخيصهم. قد يختلف موقع الإصابة الأصلي. ب. الحالات المؤكدة المُبلغ عنها. ربما تكون أرقام الحالات الفعلية أعلى من ذلك. |             |         |                 |                     |                   |

في 2 مارس، أعلن مسؤولو الولاية أول حالتين معروفتين في جورجيا: رجل في مقاطعة فولتون في الخمسينيات من عمره وابنه المراهق الذي عاد في 22 فبراير من رحلة إلى ميلانو، إيطاليا.
في 6 مارس، أبلغ مسؤولو الصحة العامة عن حالة إيجابية مفترضة لامرأة تبلغ من العمر 46 عامًا في مقاطعة فلويد، وبدت غير مرتبطة بالسفر الدولي.
أُصيب نحو 20 شخص بالفيروس في جنازات معقودة في إحدى دور الجنازة في 29 فبراير و7 مارس في مدينة ألباني. وقد أخطرت وزارة الصحة في الولاية دار الجنازة في 13 مارس عن احتمالية التعرض للفيروس أثناء الجنازات. استمرت المدينة بعقد الجنازات لتقود الولاية لـ 19 حالة وفاة جرّاء كوفيد-19 مع أعلى معدلات الإصابة في البلاد، إذ رُبط تفشي المرض بالجنازات.

### سفينة الأميرة الكبرى وازدياد عدد الحالات
في 8 مارس، أعلن الحاكم براين كيمب أن عددًا من الأمريكيين على متن السفينة السياحية الأميرة الكبرى (غراند برينسيس) – من ضمنهم 34 شخص من ولاية جورجيا – سيُنقلون بأمان إلى قاعدة دوبينز الجوية الاحتياطية للاختبار والحجر الصحي في 9 أو 10 مارس. تلك الليلة، صرّح كيمب عن أربع حالات استشفاء لأشخاص من ولاية جورجيا لتحري كوفيد-19 لديهم، مع انتظار وزارة الصحة العامة في جورجيا تأكيد ذلك من قِبل مركز السيطرة على الأمراض والوقاية منها؛ أحد الأشخاص كان من ساكني مقاطعة تشيروكي، واثنان من ساكني مقاطعة كوب، وواحد من ساكني مقاطعة فولتون.
في 10 مارس، أبلغت وزارة الصحة العامة عن خمس حالات إضافية، ليصل بذلك مجموع الحالات في الولاية إلى 22 حالة. تركزت غالبية الحالات في مقاطعة كوب (7 حالات) ومقاطعة فولتون (6 حالات). في 11 مارس، أعلنت الولاية عن تسع حالات أخرى ليصبح المجموع 31 حالة مفترضة، مع 12 حالة مؤكدة.
في 12 مارس، أبلغ مكتب الحاكم عن الوفاة الأولى في ولاية جورجيا جرّاء الجائحة، رجل بالغ من العمر 67 عامًا لديه ظروف صحية مستبطنة، حضر الجنازة التي أقيمت في ألباني في 29 فبراير. أُكِّدت إصابة عامل في أحد مرافق تناول الطعام في قاعدة مودي للقوات الجوية، بالقرب من مدينة فالدوستا، ما أدى إلى إغلاق المرفق مؤقتًا لتعقيمه.

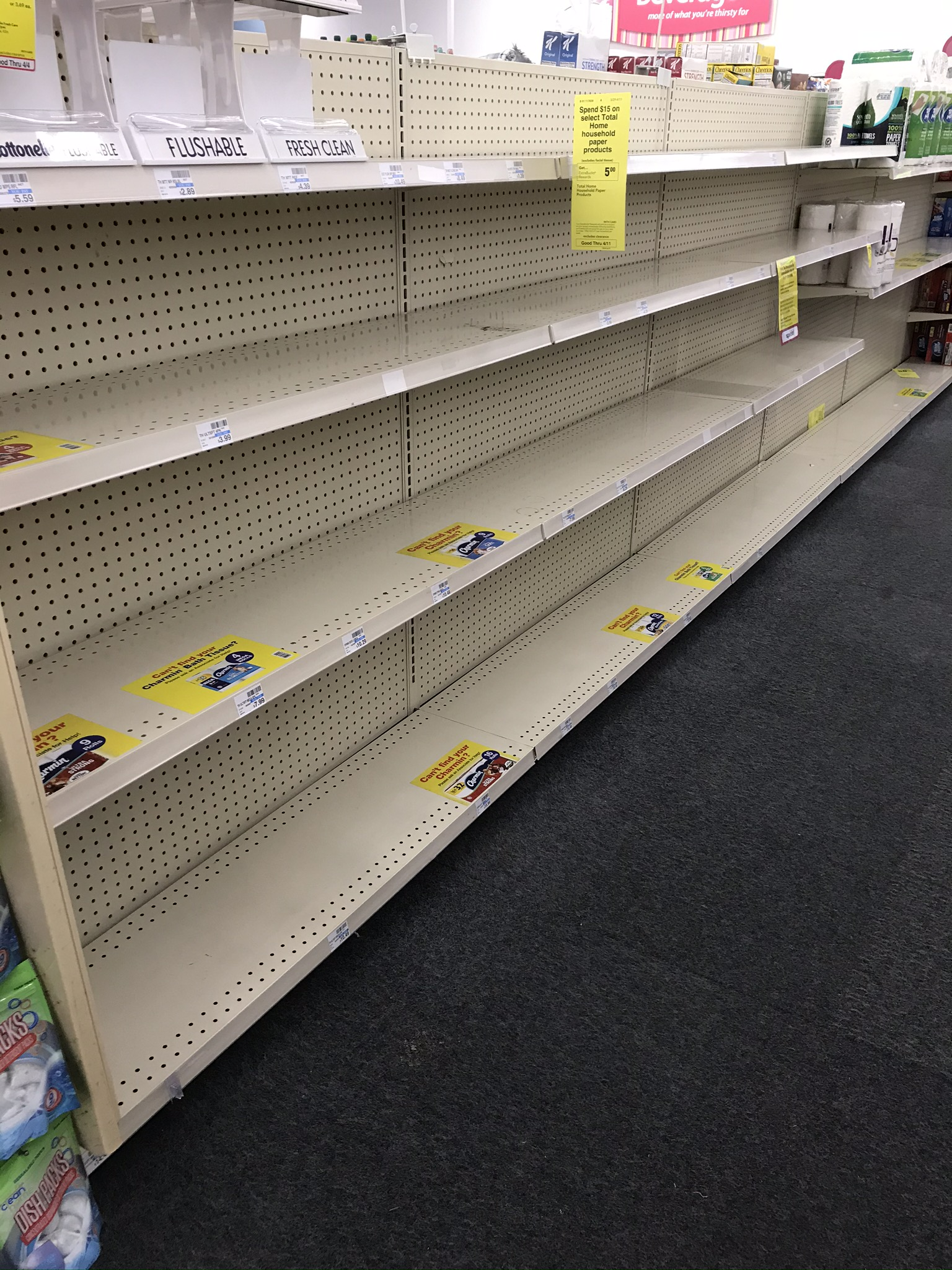
رفوف فارغة بعد انتشار هلع شراء المناشف الورقية في أحد فروع شركة سي في إس في فالدوستا

### حالات الطوارئ وأوامر البقاء في المنزل
في 15 مارس، أعلنت عمدة أتلانتا، كيشا لانس بوتمز، حالة الطوارئ في المدينة ومنعت التجمعات العامة التي تضم أكثر من 250 شخصًا.
في 24 مارس، أمر حاكم جورجيا، برايان كيمب، بإغلاق جميع البارات والنوادي.
| البلدية              | حالة الطوارئ | البقاء في المنزل | حظر التجول | التاريخ       | الفترة         |
| Athens–Clarke County |              | نعم              |            | مارس 19، 2020 |                |
| ساوث فولتون          | نعم          | نعم              |            | مارس 23، 2020 |                |
| سافانا               | نعم          |                  |            | مارس 24، 2020 | إبريل 15، 2020 |
| مقاطعة غوينيت        | نعم          | نعم              |            | مارس 28، 2020 | غير محدد       |
| مقاطعة دوغرتي        |              | نعم              |            | مارس 20، 2020 |                |
| مقاطعة ديكالب        | نعم          |                  |            | مارس 26، 2020 |                |
| مقاطعة كوب           |              | نعم              |            | مارس 28، 2020 | إبريل 13، 2020 |
| أتلانتا              | نعم          | نعم              |            | مارس 24، 2020 | إبريل 8، 2020  |
| أثينا (جورجيا)       |              |                  | نعم        | مارس 17، 2020 |                |

## استجابة حكومة الولاية والإدارة المحلية

### حكومة الولاية
خضع مشرعو الولاية وموظفوهم إلى الحجر الصحي الذاتي في 18 مارس بعد تأكيد إصابة عضو مجلس الشيوخ براندون بيتش. ظهرت على بيتش الأعراض لفترة أسبوع تقريبًا، لكنه استأنف ذهابه إلى العمل في برلمان الولاية في 16 مارس توافقًا مع تمرير قانون الطوارئ، رغم علمه بأن نتيجة اختباره لفيروس كورونا ما زالت قيد الانتظار. أوضح بيتش في مقابلة أنه «قد سُمح له بالعودة إلى واجباته الاعتيادية» وأضاف أنه «لا يمكن [له] بأي شكل أو طريقة أو سبيل تعريض أي أحد عمدًا». صرح الحاكم كيمب، الذي يُحتمل تعرضه أيضًا، عدم خضوعه إلى الحجر الصحي الذاتي أو الاختبار بسبب وقته «المحدود جدًا» مع الآخرين وأنه «لم يتفاعل مطلقًا مع أي مشرعين».
واجه كيمب انتقادات تشكك بفاعلية جهوده في إيقاف انتشار الفيروس. ظهر كيمب مع أعضاء فرق عمل فيروس كورونا التابعة للولاية، بما في ذلك عمدة أتلانتا بوتومز، ومفوض دائرة الصحة العامة كاثلين تومي، ومدير دائرة إدارة الطوارئ في جورجيا هومر برايسون، ومفوض تأمين الحرائق والوقاية منها في جورجيا جون كينغ، في برنامج وقت الذروة «تاون هول» يوم 26 مارس في بث متزامن على جميع محطات شبكة أتلانتا الرئيسية، بالإضافة إلى بث جورجيا العام لأعضاء «بّي بي إس» على مستوى الولاية.
في 28 مارس، صرح المساعد الأول للحاكم كيمب، تيم فليمينغ، على منصات التواصل الاجتماعي أن «الإعلام وبعض عاملي مهنة الطب ينشرون توقعات يوم القيامة ونماذجها هذه... وأن هذا بدوره ينشر الذعر بين الناس ويسبب مبالغة في ردود أفعال الحكومات المحلية. كنتيجة لهذه المبالغة، ستعاني العديد من الأعمال الصغيرة ولن يُعاد فتح بعضها». في الوقت نفسه، حذرت عمدة أتلانتا بوتومز من توقعات بأن مشافي المدينة «ستمتلئ بما يتجاوز سعتها» بحلول 3 مايو، وصرح تومي أن الوضع «سيزداد سوءًا».
في 2 أبريل، أصدر الحاكم كيمب أمرًا بالاحتماء في المكان، قائلًا إنه علم لتوه «في آخر 24 ساعة» بقدرة الأشخاص المصابين بفيروس كورونا على نقل المرض رغم عدم إظهارهم أي أعراض. رغم ذلك، تظهر الوثائق تحذير مسؤولي الولاية بشأن ما يُسمى الانتقال المجتمعي في وقت مبكر من 2 مارس.
أصدر الحاكم كيمب أمرًا بتعليق أوامر الاحتماء في المكان المحلية اعتبارًا من 3 أبريل، وأعاد فتح الشواطئ بشرط الحفاظ على بعد ست أقدام بين كل شخصين.
في 8 أبريل، مدد الحاكم كيمب أمر الاحتماء في المكان خلال نهاية أبريل. اعتبارًا من 21 أبريل، أبلغت الولاية عن 20,000 حالة. توقعت مؤسسة القياسات الصحية والتقييم في ذلك اليوم أن أقرب موعد آمن لتخفيف إجراءات التباعد الاجتماعي في جورجيا هو 19 يونيو.
على الرغم من ذلك، أعلن الحاكم كيمب في 20 أبريل عن إعادة افتتاح العديد من الأعمال في 20 أبريل، بما فيها «صالات الرياضة، وصالونات الشعر، وملاعب البولنغ وصالات الوشم»، مع إعادة افتتاح المطاعم ودور السينما في 27 أبريل. أدت هذه الحركة إلى إدانة واسعة النطاق من داخل جورجيا وخارجها، وصرحت عمدة أتلانتا كيشا لانس بوتومز أنها «مستمرة في حث سكان أتلانتا على البقاء في منازلهم»؛ ووصفت ستايسي أبرامز، مرشحة الحزب الدمقراطي لمنصب الحاكم في عام 2018، إعادة الافتتاح بأنه «غير مؤهل بشكل خطر»؛ وصرح الرئيس ترامب (الذي يؤيد رفع أوامر البقاء في المنزل من ناحية أخرى، خاصةً في ولايات الحكام الديمقراطيين) في المؤتمر الصحفي الذي انعقد في 22 أبريل أن جورجيا «باستطاعتها الانتظار لفترة أطول قليلًا... يجب أن يسود الأمان».
كنتيجة لإعادة فتح الولاية، كان من المتوقع ارتفاع إصابات كوفيد-19 ووفياته في جورجيا، لكن استمر اتجاه الانخفاض التدريجي في عدد الحالات اليومية الجديدة من الشهر التالي لإعادة الافتتاح في 24 أبريل.

#### وحدات عمل فيروس كورونا
أعلن الحاكم كيمب لأول مرة عن إنشاء وحدات عمل فيروس كورونا المؤلفة من 18 عضو في 28 فبراير.
أعضاء وحدات العمل الأولية
- فيليب دن بروك، مدير مكتب التأهب للطوارئ في أتلانتا
- هومر بريسون، مدير دائرة إدارة الطوارئ في جورجيا ووكالة الأمن الوطني
- اللواء توم كاردين، مساعد جنرال في الحرس الوطني في جورجيا
- كريس كار، رئيس وزارة الصحة والخدمات البشرية في بيت الولاية
- غريغ دوزير، مفوض كلية نظام جورجيا التقنية
- شيري درينزيك، عالمة أوبئة في دائرة الصحة العامة في جورجيا
- تيم فليمينغ، رئيس هيئة موظفي مكتب الحاكم
- جون هوبرت، الرئيس التنفيذي في نظام غرادي الصحي
- جون كينغ، مفوض تأمين الحرائق والوقاية منها
- د. كولين كرافت، مدير مختبر أبحاث الفيروسات السريرية في جامعة إيموري
- ريان لوك، مستشار الرعاية الصحية في مكتب الحاكم
- جون سيلدن، المدير العام في مطار هارتسفيلد جاكسون أتلانتا الدولي
- لوري سميث، مدير العمليات في مكتب المحافظ
- د. كاثرين تومي، مفوضة دائرة الصحة العامة في جورجيا
- د. بن واتسون، رئيس وزارة الصحة والخدمات البشرية في مجلس الشيوخ
- ريتشارد وودز، مشرف مدارس الولاية
- ستيف ريغلي، مدير نظام جامعة جورجيا

في 12 مارس، أعلن كيمب عن توسيعه وحدات العمل لتضم أربع لجان جديدة: لجنة التأهب للطوارئ برئاسة جون كينغ؛ ولجنة التأثير الاقتصادي برئاسة جيفري دورفمان؛ ولجنة أطباء الرعاية الصحية الأولية برئاسة بن واطسون (آر-سافانا) ولجنة المشردين والنازحين برئاسة كيشا لانس بوتومز، عمدة أتلانتا. زاد هذا من حجم وحدات العمل لتشمل 66 عضو. في 20 مارس، نشر كيمب اللائحة الكاملة بأسماء أعضاء اللجان.
لجنة التأثير الاقتصادي
- ألان آدامز، مركز تنمية الأعمال التجارية في جامعة جورجيا
- نيك أيرز، «إيه إف إتش» كابيتال
- ويل بنتلي، مجلس الأعمال الزراعية في جورجيا
- غاري بلاك، مفوض دائرة الزراعة في جورجيا
- دونا بومان، مكتب أمين صندوق الولاية
- مارك بوتلر، مفوض دائرة العمل في جورجيا
- بيتر كارتر، خطوط دلتا الجوية
- توماس كانينغهام، مترو أتلانتا تشامبر
- جيفري دورمان، اقتصادي الولاية
- بيل دوغلاس، سينوفسstate and local government responses
- =فرانك جين، عضو الولاية في مجلس الشيوخ
- والتر كيمسيس، هيئة موانئ جورجيا
- ستيف ماكوي، مكتب أمين صندوق الولاية
- ريتشارد ماكفيل، هوم ديبو
- ألفي ميك، مركز جورجيا التقني لبحوث التنمية الاقتصادية
- كلاي بيركل، ممثل الولاية
- جو روجرز الثالث، وافل هاوس
- جيسيكا سيمونز، دائرة الإيرادات في جورجيا
- جيم سبروس، رابطة الفنادق والإيواء في جورجيا
- ويل واد، لجنة التمويل الطلابي في جورجيا

لجنة التأهب للطوارئ
- آنا آدامز، رابطة مشافي جورجيا
- توماس بوسي، رابطة تجارة التجزئة في جورجيا
- هومر بريسون، مدير دائرة إدارة الطوارئ في جورجيا ووكالة الأمن الوطني
- الجنرال توماس كاردين، الحرس الوطني في جورجيا
- إد كرويل، رابطة شاحنات جورجيا للمركبات
- كيلي فار، مكتب الحاكم للتخطيط والميزانية
- جون هوبرت، غرادي هيلث
- أنجيلا هولاند، رابطة جورجيا للمتاجر الصغيرة
- الجنرال جون كينغ، مفوض تأمين الحرائق والوقاية منها
- كاثي كوزافا، رابطة الصناعات الغذائية في جورجيا
- جانين ميلر، مستشار الحاكم للوجستيات
- توم برايس، سكرتير سابق في وزارة الصحة والخدمات البشرية
- العقيد غاري فويل، دائرة السلامة العامة في جورجيا

لجنة المشردين والنازحين
- توم أندروز، ميرسي كير
- سابنا بامراه-موريس، خدمات الصحة العامة في الولايات المتحدة
- كيشا لانس بوتومز، عمدة أتلانتا
- نيك بوفورد، مكتب الحاكم
- دون بوتلر، سلسلة رعاية المشردين في مقاطعة فولتون
- غلوريا بوتلر، عضو الولاية في مجلس الشيوخ
- كريستي كلارينغتون، مجلس ماكون بيب للفرص الاقتصادية
- شارون كوبر، ممثل الولاية
- د. إليزابيث فورد، مجلس الصحة في مقاطعتي فولتون وديكالب
- بات فري، يونايتد واي أوف تشاتاهوتشي فالي
- سبينسر فراي، ممثل الولاية
- جاك هاردين، اللجنة الإقليمية للتشرد
- جون هوبرت، غرادي هيلث
- مونيكا جونسون، دائرة الصحة السلوكية وإعاقات النمو في جورجيا
- سيندي كيلي، هيئة تشاتام سافانا للمشردين
- ميلتون ليتل، يونايتد واي أوف غرينر أتلانتا
- كاثرين مارشمان، بارتنرز فور هوم
- كريستوفر نان، دائرة شؤون المجتمع في جورجيا
- ميلفيا ريتشاردز، مقاطعة ديكالب
- كريس روستن، دائرة الصحة العامة في جورجيا
- ديف ويسنانت، مركز قانون المشردين في جورجيا

لجنة مزودي الرعاية الصحية الأولية
- آنا آدامز، نائب رئيس العلاقات الحكومية، رابطة مشافي جورجيا
- جاكلين فينشر، طب باطني
- والدون غاريس، طب باطني
- كاي كيركباتريك، عضو الولاية في مجلس الشيوخ
- تيري مكفادين، طب الأطفال
- مارك نيوتن، ممثل الولاية
- جينيفر بيبكين، ممرضة التخدير
- أندرو ريسمان، طب الأسرة
- آل سكوت، أمراض النساء والتوليد
- جيف ستون، طب الأسرة
- جوني سي، طب الطوارئ
- بن واطسون، عضو الولاية في مجلس الشيوخ

أضاف كيمب لجنة خامسة في 5 أبريل، وهي لجنة التواصل المجتمعي برئاسة مشتركة بين برنيس أ. كينغ وبيو سميث.
لجنة التواصل مع المجتمع
- ليونا بار-دافنبورت، الرئيس والمدير التنفيذي في أتلانتا بزنس ليغ
- رودني بولارد، المدير التنفيذي في مؤسسة تشيك-فيل-إيه
- ياسمين كرو، المؤسس والمدير التنفيذي في غودر
- تريس هاملتون، الرئيس التنفيذي في هيئة العمل المجتمعي في جورجيا الساحلية
- نانسي فليك جونسون، الرئيس والمدير التنفيذي في أوربان ليغ أوف غريتر أتلانتا
- ريغي جوينر، القسيس والمدير التنفيذي والمؤسس في أورانج
- نتالي كينغ، المؤسس والرئيس التنفيذي في ساوثرن بيل الصينية
- برنيس أ. كينغ، الرئيس التنفيذي في مركز ذا كينغ
- سانتياغو ماركيز، الرئيس والمدير التنفيذي لغرفة التجارة الاسبانية في جورجيا
- لورا ماثيس، المدير التنفيذي في لجنة جورجيا الوسطى الإقليمية
- القسيس تيم ماكدونالد الثالث، قسيس في كنيسة فيرست إيكونيم المعمدانية
- د. واين موريس، الطب الباطني وطب الشيخوخة
- ساني باتل، مدير العمليات في مكتب الحاكم
- ليو سميث، رئيس مجموعة إنغيجد فيوتشرز
- كالفن سمير، عميد مجلس النواب في جورجيا
- جاكوب فالو، المدير الأول في تطوير العقارات المتعلق بالنقل، مارتا

#### مواقع الحجر الصحي
في 9 مارس، أعلن الحاكم كيمب عن إنشاء حديقة هارد ليبور كريك ستيت، الواقعة في مقاطعة مورغان، كوجهة من أجل الحجر الصحي للأفراد المصابين «بدون خيارات أخرى». في 10 مارس، اعتُبر مريض مصاب بفيروس كورونا من مقاطعة تشيروكي، الذي لم يكن بحاجة إلى المشفى لكنه افتقر إلى ظروف الحجر الصحية المناسبة في منزله، أول شخص منقول إلى الحديقة؛ وأُطلق سراحه في 15 مارس. وصل شخص ثان في 17 مارس. توقفت جورجيا عن استخدام هذا الموقع في 24 مارس.
أُنشئ موقع حجر صحي ثان في دائرة جورجيا للسلامة العامة في فورسيث، مقاطعة مونرو. شملت المنطقة عشرين مقطورة مع غرف بسعة 40 مريض تقريبًا. افتُتح هذا الموقع في 24 مارس ليحل مكان الموقع القديم.

#### السجون
علقت دائرة السجون في جورجيا (دي أو سي) جميع الزيارات وأعلنت عن إجراءات صحية إضافية، لكن أفادت أتلانتا جورنال كونستتوشن بعدم حصول السجناء على أي صابون إضافي. وردت إصابة عامل في السجن بفيروس كورونا في 18 مارس – رفضت «دي أو سي»، مشيرةً إلى «القيود الأمنية وإتش آي بّي إيه إيه»، إعلان اسم السجن المصاب. ظهرت أول حالة كوفيد-19 لدى السجناء في سجن لي ستيت بعد يومين في 20 مارس.

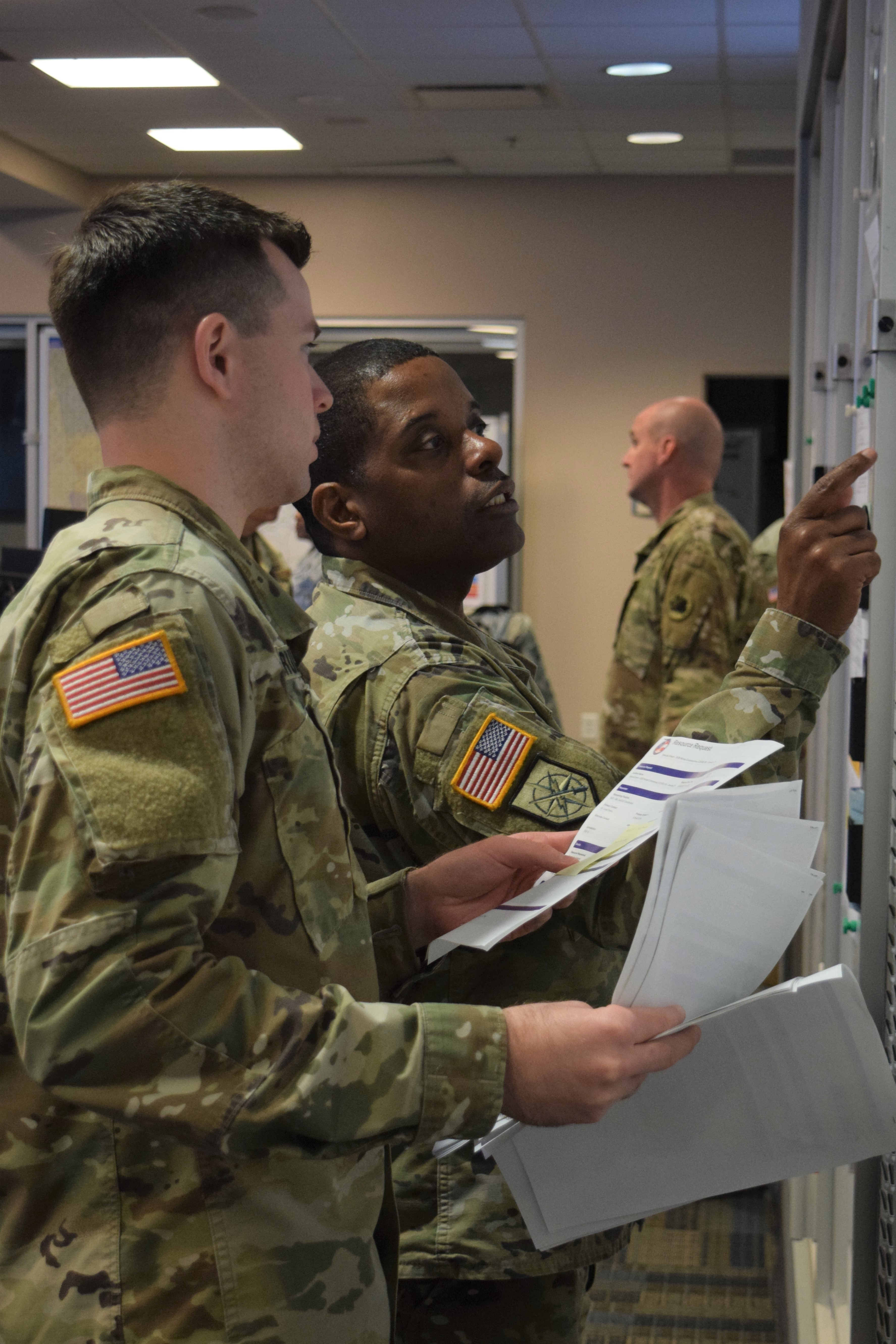
الحرس الوطني لجيش جورجيا، المقدم برفيس براون والملازم الثاني أوستن برومبي وهما يوجهان مهام الإجراءات المتبعة من وكالة إدارة الطوارئ في جورجيا في القيادة العامة للقوة المشتركة في ماريتا، 23 مارس 2002

#### دائرة الصحة العامة
أخذت دائرة الصحة العامة (دي بّي إتش) بنشر إحصائيات يومية متعلقة بفيروس كورونا، بما في ذلك عدد الحالات المؤكدة والوفيات والاختبارات الإيجابية والكلية، بالإضافة إلى التقسيم حسب العمر والجنس والمقاطعة. بدأت دائرة الصحة العامة مؤخرًا في نشر الأرقام مرتين يوميًا في الساعة 12:00 مساءً والساعة 7:00 مساءً، وشملت عدد حالات المشافي منذ 24 مارس. في 27 مارس، حدّثت دائرة الصحة العامة خريطة الولاية على موقع الويب الخاص بها. لم تنشر دائرة الصحة العامة الأرقام المتعلقة بتراكم الاختبارات، وهو إجراء اتخذته ولايات أخرى.
في 13 مايو، سحبت دائرة الصحة العامة مخطط أعمدة يوضح اتجاهات الحالات الجديدة بين مقاطعات جورجيا، إذ نُشر في وقت سابق مع وضع الأعمدة بشكل غير متناسب مع الترتيب الزمني (ما أعطى انطباعًا خاطئًا بأن أعداد الحالات في تنازل).
اختبارات كوفيد-19 في المخابر (اعتبارًا من 12 أبريل 2020)

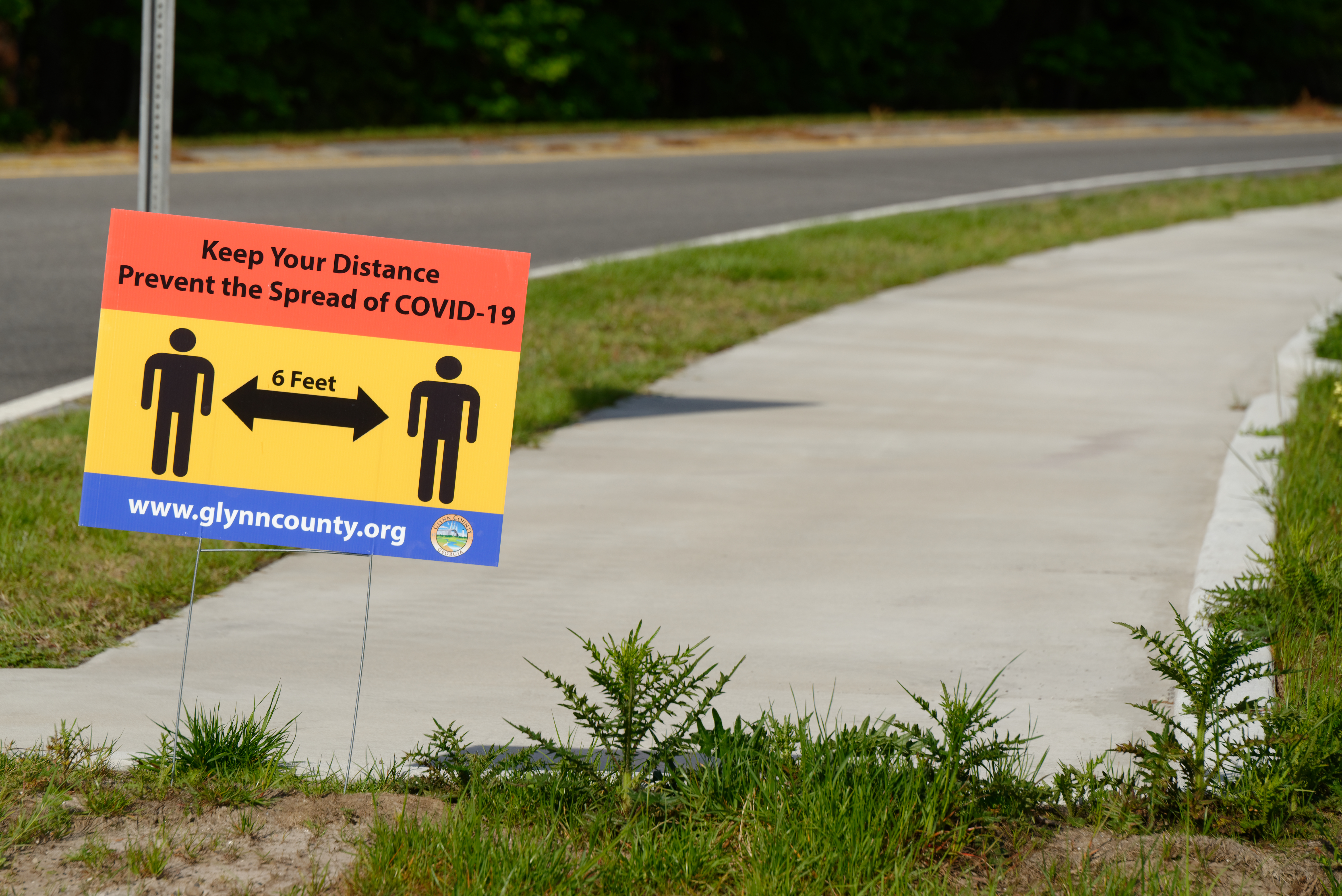
لافتة في مقاطعة غلين

| الاختبارات الكلية | الاختبارات الإيجابية | المختبر                   |
| 3,520             | 638                  | مختبر جورجيا للصحة العامة |
| 50,933            | 11,909               | مختبرات أخرى (تجارية)     |
| 54,453            | 12,547               | الإجمالي                  |

### حكومتي المقاطعة والمدينة
بالإضافة إلى أتلانتا، وافقت مدن بروكهافن وكلاركستون وسادني سبرينغز ودنوودي على خطط حظر خدمات تناول الطعام داخل المطاعم. حظرت كلاركستون أيضًا تجمع أكثر من عشرة أشخاص. فرضت جنوب فولتن حظر التجول في 17 مارس من الساعة 9:00 مساءً حتى 7:00 صباحًا، مع استثناء العمل والأمور الطبية.
أعلنت مقاطعة أثينا-كلارك في 19 مارس عن «التزام جميع الأفراد بالاحتماء في مكان إقامتهم»، مع وجود استثناءات.
أعلن الرئيس التنفيذي في مقاطعة ديكالب، مايكل ثورموند، حالة الطوارئ في 23 مارس وأصدر لاحقًا أمر البقاء في المنزل اعتبارًا من 28 مارس حتى إشعار آخر. لم يؤثر الأمر على المدن داخل مقاطعة ديكالب، لكنه «يدعو جميع المدن إلى تبني هذا الأمر من أجل توحيد جميع القواعد داخل مقاطعة ديكالب». أعلنت مدينة سافانا حالة الطوارئ في 19 مارس، وأصدر عمدتها فان جونسون أمر البقاء في المنزل في 24 مارس، اعتبارًا من 8 إبريل. أفاد جونسون أن الأمر «ضروري وصائب لتعزيز خطة عملنا وتصعيدها من أجل تقليل تعرض سافانا لهذا الفيروس».
في 26 مارس، أعلنت مقاطعة إفينغهام حالة الطوارئ و«ناشدت» السكان بالتزام الاحتماء في المكان. أعلنت سبرينغفيلد حالة الطوارئ في نفس اليوم.
أمرت عمدة تيبي أيلاند، شيرلي سيشنز، بإغلاق جميع الأعمال غير الضرورية في الجزيرة وحظرت المجموعات الكبيرة اعتبارًا من 28 مارس حتى 9 أبريل.
أصدرت مقاطعة غوين أمر البقاء في المنزل اعتبارًا من 28 مارس حتى 13 أبريل. غطى الأمر المقاطعة بالإضافة إلى 16 مدينة أخرى.

## إغلاق المدارس
في 11 مارس، أصبحت جامعة إيموري أول كلية تعلن إغلاقها الحرم الجامعي في الولاية، إلى جانب إعطاء الفصول الدراسية المتبقية من الفصل على الإنترنت. أعلنت جامعة نظام جورجيا عن استئناف فتح مؤسساتها العامة الستة والعشرين بناءً على نصائح دائرة الصحة العامة الحالية في جورجيا؛ ألغت القرار بعد ثلاث ساعات وعلقت التدريس مؤقتًا لمدة أسبوعين اعتبارًا من 16 مارس. في 14 مارس، أغلقت كلية غوينيت التقنية حرميها الجامعيين اعتبارًا من 16 مارس حتى 22 مارس، بعد إعلانها في 13 مارس عن استئناف جميع الدورات الحالية بنسبة 100% على الإنترنت اعتبارًا من 23 مارس، إلى جانب تحويل ما أمكن من الدورات الأخرى إلى تعليمات على الإنترنت.
في 12 مارس 2020 أيضًا، ألغت العديد من المناطق التدريسية في ولاية جورجيا الفصول الدراسية لمدة أسبوعين على الأقل، مثل المنطقة التدريسية لمقاطعة كوب، التي أُصيب فيها مدرس مرحلة ابتدائية بفيروس كورونا.
في 1 أبريل 2020، أمر الحاكم برايان كيمب بإغلاق جميع مدارس كيه-12 حتى نهاية العام الدراسي 2019-2020. استمرت المناطق التدريسية في تعليم الطلاب عن بعد. أعلن مسؤولو الولاية عن تأخير الاختبارات عالية المجازفة التي توجه الكثير من التعليمات، وينتظرون موافقة من الحكومة الفدرالية على إلغاء الاختبارات بأكملها.

### النواب وأعضاء مجلس الشيوخ

#### التصويت على فواتير الاستجابة
ناقش الكونغرس وسن حتى الآن ثلاثة مشاريع قوانين تهدف إلى مساعدة الأمة على الاستجابة للجائحة: قانون المخصصات الملحقة بالتأهب لفيروس كورونا والاستجابة له، 2020 (وُقع في 6 مارس)، وقانون العائلات أولًا في الاستجابة لفيروس كورونا (وُقع في 18 مارس) وقانون مكافحة فيروس كورونا والوقاية منه والأمن الاقتصادي (وُقع في 27 مارس).
دعم كلا عضوي مجلس الشيوخ، دافيد بيردو وكيلي ليوفلر، القوانين الثلاثة.
صوت كلا النائبين جودي هايس وباري لاودرميلك ضد قانون العائلات أولًا في الاستجابة لفيروس كورونا. صرح هايس للصحفيين أن البيت «لم يُعط الفرصة حتى لقراءة التشريع قبل فرض [المتحدثة باسم البيت نانسي] بيلوسي للتصويت، ولم يعدّ أي تقدير للتكاليف»، وزعم زورًا أن القانون سيلغي تعديل هايد ووصفه بأنه «يتماشى مع رغبة اليسار، اليسار الناشط».
لم يصوت النائب جون لويس على قانون التأهب لفيروس كورونا والاستجابة له أو قانون العائلات أولًا في الاستجابة لفيروس كورونا؛ بينما لم يصوت النائب دافيد سكوت على قانون التأهب لفيروس كورونا والاستجابة له؛ ولم يصوت النائب توم غريفز على قانون العائلات أولًا في الاستجابة لفيروس كورونا.

#### الجدل المتعلق ببيع أسهم ليوفلر
بدأت عضو مجلس الشيوخ ليوفلر في تفريغ العديد من الأسهم، بعد توجيهات خاصة متعلقة بفيروس كورونا من لجنة مجلس الشيوخ في الولايات المتحدة للصحة والتعليم والعمل والمعاشات في 24 يناير 2020 – بحلول 14 فبراير، باعت سندات تتراوح قيمتها ما بين 1.2-3.1 مليون دولار. جلبت أفعالها هذه إدانة واسعة النطاق – وصف مرشح مجلس الشيوخ الدمقراطي رافاييل وارنوك أفعالها «بالجائرة»، أعرب مرشح مجلس الشيوخ الجمهوري وممثل الولايات المتحدة دوغ كولينز عن «سأمه من التفكير بهذه الأفعال»، بينما صرح المتحدث باسم جورجيا دافيد رالستون أنه «قلق للغاية من الضرر الناتج عن تأثير انتخاب المرشحين الأدنى».

### وسائل النقل العامة

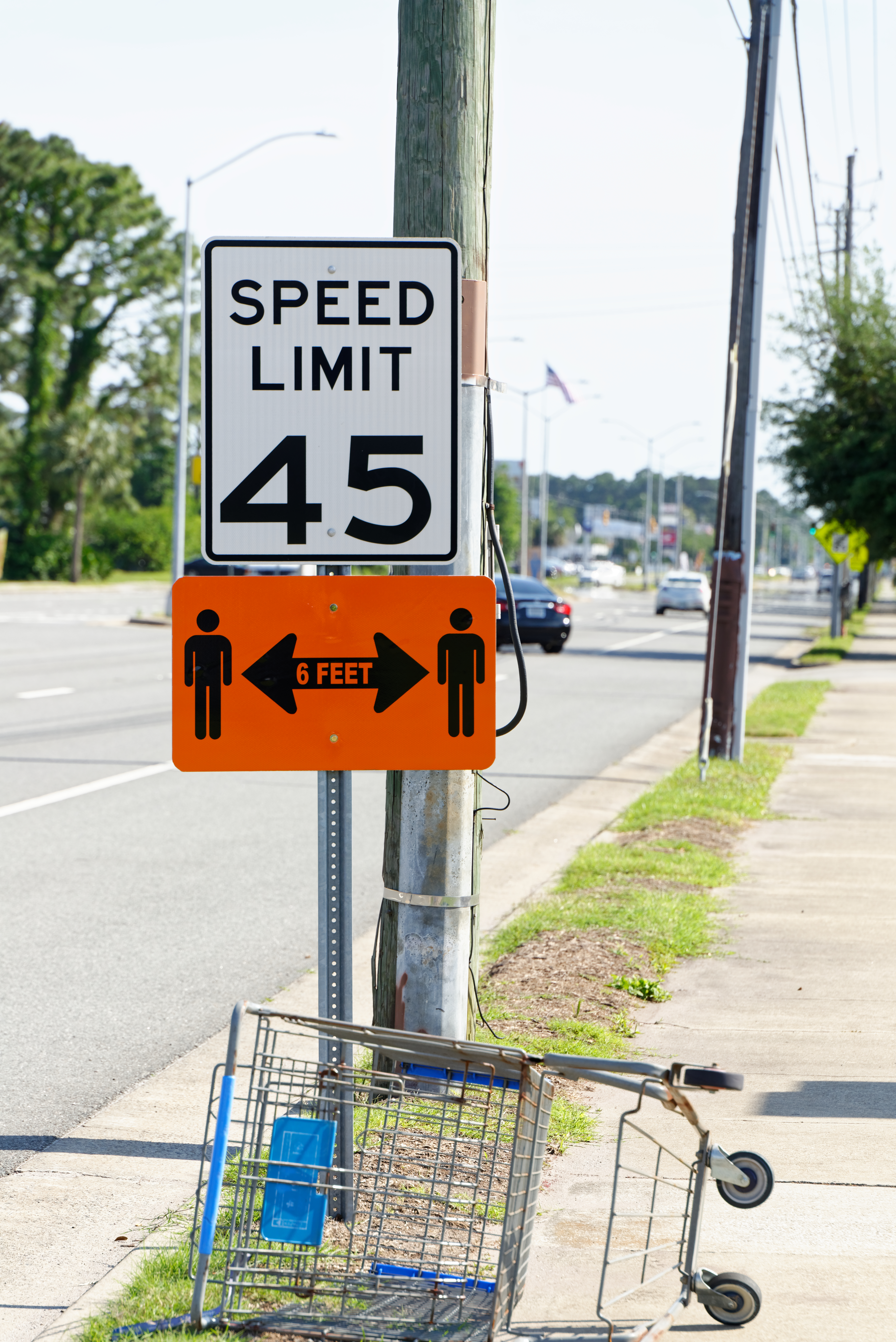
لافتة شارع في برونزويك

#### مارتا
في محاولة منها للحد من التعرض المحتمل بين سائقي الباصات والركاب، بدأت مارتا في استخدام الباب الخلفي فقط للركاب. نظرًا لوجود صندوق أجرة الركوب في المقدمة بالقرب من السائق، أوقفت مارتا جمع أجرة ركوب الباص. بحلول نهاية مارس، انخفض ركوب القطارات بنسبة 67% والباصات بنسبة 55% بالمقارنة مع الشهر السابق، ما يعكس الاتجاهات الوطنية. تحالفت أنظمة النقل العام في جميع أنحاء المقاطعة – مارتا، إلى جانب النقل السريع لمنطقة الخليج، وهيئة نقل شيكاغو، والنقل السريع لمنطقة دالاس، ومترو مقاطعة كينغ، وهيئة نقل مقاطعة لوس أنجلوس المتروبوليتية، وهيئة النقل المتروبوليتية، ونقل «إن جي»، ووكالة نقل سان فرانسيسكو المحلية وهيئة نقل منطقة واشنطن المتروبوليتية – إذ طلبت إعانات مالية قدرها 25 مليون دولار على الأقل من الحكومة الفدرالية.

#### وسائل النقل العامة الأخرى
في مقاطعة كوب، حظر كوبلينك الوصول إلى المقاعد القريبة من مقدمة الباص من أجل الحفاظ على مسافة بين السائقين والركاب.
أوقف نظام نقل مقاطعة غوينيت، بصورة مشابهة لمارتا، جمع أجرة ركوب الباص وسمح باستخدم الباب الخلفي فحسب 

## استجابات القطاع الخاص

### القطاعات التجارية
أعلنت الحديقة الترفيهية (6 فلاغز أوفر جورجيا) أنها ستغلق أبوابها مؤقتًا من 13 مارس إلى 1 أبريل. في 30 مارس، قالت إنها لن تفتح حتى منتصف مايو.
أعلنت إيموري للرعاية الصحية تأجيل «جميع الحالات الجراحية والإجراءات الاختيارية للمرضى الداخليين والخارجيين» ابتداءً من 16 مارس. أعلن فروي ويك إند أتلانتا، وهو مؤتمر يُعقد في أتلانتا سنويًا، إلغاء نسخة 2020 من الاتفاقية المقررة في مايو استجابةً لجائحة كوفيد-19.
تشتمل المعالم السياحية الأخرى في أتلانتا التي أُغلقت مؤقتًا على: متحف الأطفال في أتلانتا وعالم كوكا كولا وقاعة مشاهير كرة القدم في الكلية ومتحف فيرنبانك للتاريخ الطبيعي وحوض أسماك جورجيا والمركز الوطني للحقوق المدنية وحقوق الإنسان وحديقة حيوان أتلانتا.

### المؤسسات والجمعيات الخيرية
أعلنت مؤسسة آرثر إم بلانك فاميلي في 20 مارس أنها ستتبرع بمبلغ 5 ملايين دولار لصالح صندوق أتلانتا لفيروس كورونا الذي أنشأته يونايتد واي لأتلانتا الكبرى، ومؤسسة المجتمع في منطقة شمال شرق جورجيا في أتلانتا، بالإضافة إلى 400,000 دولار لمنظمات أخرى غير ربحية في جورجيا ومونتانا.
أنشأت شركة كرييت دانوودي غير الربحية في محاولة لدعم الفنانين المحليين، لافتات كُتب عليها «كل شيء سيكون على ما يرام» وأصبحت شائعة لاحقًا.

## التأثيرات

### الاقتصاد
خلال الأسبوع الممتد من 16 إلى 20 مارس، زادت طلبات إعانات البطالة في جورجيا بنسبة 400%. إذ تضررت الشركات والعمال في جميع أنحاء العالم.

### السياسة
كان من المقرر إجراء الانتخابات الرئاسية الديمقراطية في جورجيا في تاريخ 24 مارس عام 2020، ولكنها أُجّلت إلى 19 مايو. في 24 مارس، أعلن وزير الخارجية براد رافينسبيرغر أن جميع المسجلين سيتلقون استمارات طلبات الاقتراع بشكل غيابي عبر البريد. أراد ديفيد رالستون تأجيل الانتخابات إلى 23 يونيو على الأقل، لكن رافينسبيرغر أصر على الموعد المُحدّد من قبله، قائلاً إن خطته «تحافظ على نزاهة التصويت، مع إعطاء الأولوية لصحة وسلامة المُرشَّحين والمنتخِبين».
بدأت أعراض كوفيد-19 بالظهور على عضو مجلس الشيوخ براندون بيتش في 10 مارس، وخضع للاختبار في 14 مارس. ومع ذلك، فقد حضر جلسة خاصة للهيئة التشريعية في 16 مارس قبل أن تصل نتائج اختباره في 18 مارس لتظهر أن النتيجة إيجابية. وُضع أعضاء مجلس الشيوخ في ولاية جورجيا بالكامل مع الموظفين والنائب جيف دنكان تحت الحجر الصحي حتى تاريخ 30 مارس.

### الرياضة
تأثرت معظم نشاطات الفرق الرياضية في الولاية. بدأت العديد من البطولات بتأجيل أو تعليق مواسمها اعتبارًا من 12 مارس. ألغى دوري البيسبول الرئيسي ما تبقى من تدريبات الربيع، وفي 16 مارس، أعلنوا أن الموسم سيؤجل حتى إشعار آخر، وذلك تطبيقًا لتوصيات مركز السيطرة على الأمراض والوقاية منها، لإلغاء المناسبات التي تضن أكثر من 50 شخصًا خلال الأسابيع الثمانية القادمة. في 12 مارس، أعلن الاتحاد الوطني لكرة السلة أن الموسم سيُعلّق لمدة 30 يومًا، وهذا ما أثر على موسم أتلانتا هوكس 2019-2020.
ألغت الرابطة الوطنية لرياضة الجامعات جميع بطولاتها المتبقية للعام الدراسي، بما في ذلك بطولة دوري كرة السلة للرجال لعام 2020 - التي استضافتها أتلانتا في نصف النهائي ولعبة البطولة.
تأجلت بطولة الأساتذة، التي تُعقد سنويًا في أوغستا، وأُعيدت جدولتها مبدئيًا بتاريخ 12-15 نوفمبر 2020.

### الترفيه
تأجل العرض المتجول لهاميلتون (مسرحية موسيقية)، الذي كان من المقرر أن يكون في مسرح فوكس في أبريل، إلى 4 أغسطس-5 سبتمبر، ما تسبب في تأجيل إنتاج الفيلم الموسيقي إينت تو براود إلى وقت لاحق من الموسم، من أجل العروض الموسيقية لفرقة الروك الأميركية بلاك بيري سموك وذا وايلد فيذر، بالإضافة إلى ظهور خاص للمغنية إليزا شليسينغر.

### النظام القضائي
لم يُسمح لهيئة المحلفين بالاجتماع حتى تاريخ 12 يونيو، ما أدى بالتالي إلى تأخير الجلسات المتعلقة بإمكانية تقديم التهم في حادثة إطلاق النار على أحمد أربيري في فبراير.